# Pachydactylus laevigatus
Espèce
Pachydactylus laevigatus est une espèce de geckos de la famille des Gekkonidae.

## Répartition
Cette espèce se rencontre en Angola, en Namibie et en Afrique du Sud.

## Taxinomie
La sous-espèce Pachydactylus laevigatus pulitzerae a été élevée au rang d'espèce.

## Publication originale
- Fischer, 1888 : Über eine Kollektion Reptilien und Amphibien von Hayti. Jahrbuch der Hamburgischen Wissenschaftlichen Anstalten, vol. 5, p. 23-45 (texte intégral).